# Eustenogaster fulvipennis
Eustenogaster fulvipennis är en getingart som först beskrevs av Cameron 1902.  Eustenogaster fulvipennis ingår i släktet Eustenogaster och familjen getingar. Inga underarter finns listade i Catalogue of Life.